# Собеського, 100
Собеського, 100 (пол. Sobieskiego 100), також називають прізвиськом «Шпигунове» (пол. Szpiegowo) — житловий комплекс, розташований на вулиці Яна Собеського, 100 у мікрорайоні Сєльце в районі Мокотув у Варшаві, Польща. Він був побудований за часів Польської Народної Республіки наприкінці 1970-х років як житло для радянських дипломатів. Ходили чутки, що в комплексі мешкають шпигуни, через що він і отримав своє прізвисько.
Після розпаду Радянського Союзу право власності на нього (разом з кількома іншими будівлями, що використовувалися посольством Росії) стало предметом тривалої суперечки. У 2022 році, на тлі російського вторгнення в Україну, давно занедбаний комплекс був вилучений в уряду Росії польською владою та переданий Варшавській міській раді, яка зобов'язалася використовувати його на користь українських біженців у Варшаві.

## Історія
У 1974 році Радянський Союз і Польська Народна Республіка уклали угоду про надання один одному прав на землю у Варшаві та Москві відповідно для забезпечення житлом дипломатів. Москві було надано дев'ять ділянок по всій Варшаві, в тому числі земельну ділянку на вулиці Собеського, 100; однак, як повідомляється, договір про право власності на цю ділянку ніколи не був нотаріально завірений, і тому формально вона залишалася власністю польського казначейства.
Будинок на Собеського, 100 розташований на варшавському Королівському тракті, поруч із парком Сєлецького. Його спроєктували польські архітектори Януш Новак і Пйотр Сембрат. Будівництво розпочалося у 1977 році, а завершилося у 1978 році. Він складається з двох модерністських бетонних баштових блоків (з'єднаних між собою повітряним мостом), в яких розмістилося близько 100 «просторих» квартир, а також допоміжні приміщення, такі як дитячий садок, телефонна станція, перукарня, сауна, баскетбольний майданчик і кінотеатр. Найвищий блок має 11 поверхів. Комплекс оточений сталевим парканом, а зі сходу — «ровоподібним» ставком. Його описують як «сміливий приклад авангардного модернізму».
У Собеського, 100 проживали співробітники посольства Росії в Польщі та їхні сім'ї, а також бізнесмени, які приїжджали з Радянського Союзу. Мешканці комплексу виїхали в середині 1990-х років, хоча його продовжували огороджувати та охороняти. У 1998 році нерухомість на короткий час передали в оренду фірмі «Фарт». З середини 2000-х до 2017 року в комплексі працював нічний клуб для власників російських паспортів «Клуб 100».
Про Собеського, 100 ходили різні міські легенди, зокрема про те, що він «був шпигунською базою і конспіративною квартирою КДБ, що тут знаходилася величезна станція радіозв'язку, що його окупувала російська мафія і навіть що тут були таємничі підземні тунелі, а підвали використовувалися як імпровізована в'язниця». Ходили чутки про «потаємні кімнати, сейфи, повні готівки та арсенал шпигунського обладнання». Після того, як мешканці залишили комплекс, він став популярним місцем для урбаністичних мандрівників.
У 2012 році Міністерство закордонних справ і Варшавська міська рада розірвали договір і зажадали повернення майна. Уряд Росії заявив про своє право власності на нерухомість і відмовився платити орендну плату. У жовтні 2016 року варшавський суд виніс заочне рішення, яким зобов'язав уряд Росії повернути об'єкт Польщі. У квітні 2017 року той самий суд зобов'язав уряд Росії виплатити 7,8 млн злотих заборгованості з орендної плати.
У квітні 2022 року судовий виконавець від імені мера Варшави Рафала Тшасковського заволодів комплексом. Цей крок викликав протест з боку посла Росії в Польщі Сергія Андрєєва, який заявив про незаконне захоплення дипломатичного об'єкта. Тшасковський заявив, що Собеського, 100 буде використовуватися для «служіння українській громаді». Спочатку передбачалося, що комплекс буде використаний для розміщення біженців з України внаслідок російського вторгнення в Україну у 2022 році. Андрій Дещиця, посол України в Польщі, заявив, що Україна проситиме про оренду Собеського, 100, і припустив, що його можна було б використати для школи або українського культурного центру.
Через аварійний стан будинків інженери оцінили стан будівель, щоб визначити, чи можна їх відремонтувати, чи потрібно знести. У лютому 2023 року заступник мера Томаш Братек оголосив, що знесення будинків не передбачається.